# Platysenta summota
Platysenta summota là một loài bướm đêm trong họ Noctuidae.